# Nina Miskovsky
Nina Milada Miskovsky, född 5 november 1972 i Holmsunds församling i Västerbottens län, är en svensk moderat politiker.

## Biografi
Miskovsky var kommunalråd för den sociala roteln i Göteborgs kommun och ordförande i Socialnämnd Centrum samt ansvarigt kommunalråd för social omsorg, personal, nationella minoriteter samt funktionsstöd från 2018 till och med 2022. Sen 2022 är hon ersättande oppositionsråd för Moderaterna.
Nina Miskovsky har fil.kand. i Internationella Arbetslivsstudier på Göteborgs universitet. Utanför politiken är Miskovsky egenföretagare inom friskvård. Miskovsky var med och introducerade den dansbaserade träningsformen Zumba i Sverige efter att ha bott på Jamaica under några år.
Hon är äldre syster till Lisa och Carolina Miskovsky.